# مقصودلوي عليا
مقصودلوي عليا هي قرية في مقاطعة بارس أباد، إيران. يقدر عدد سكانها بـ 646 نسمة بحسب إحصاء 2016.